# Sedum morganianum
Sedum morganianum es una especie de planta suculenta, nativa del sur de México. Recibe también los nombres de cola de borrego o cola de burro. En Argentina se la suele llamar Trenza de gitana o Trenza de india.

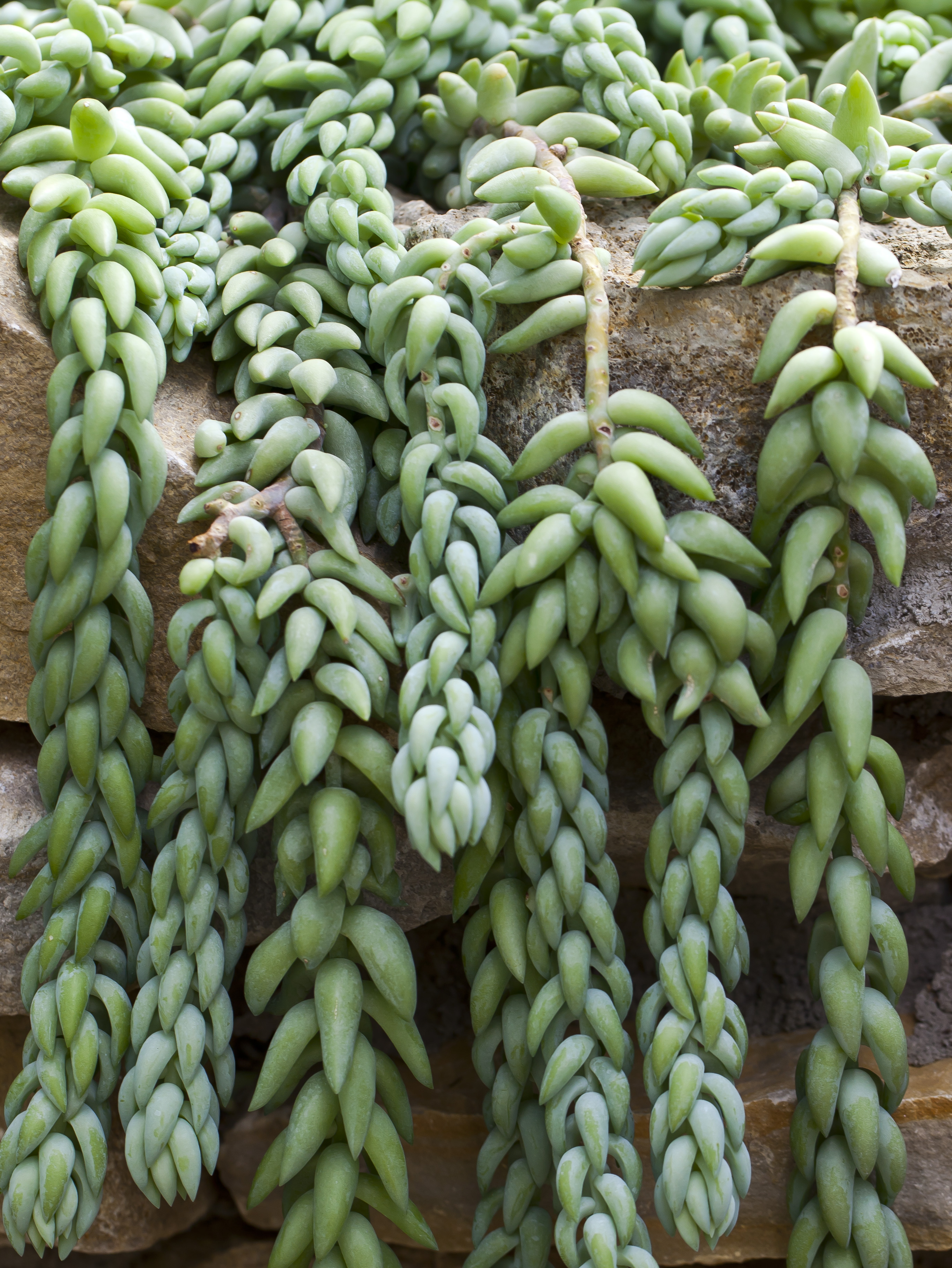
Detalle de las hojas

## Descripción
Tiene grandes tallos que alcanzan los 30 cm de longitud y hojas carnosas de color azul-verdosas. Las flores, terminales, son de color rosa o rojas. Tiene un hábito compacto y erguido que se convierte en llorón a medida que se alargan los tallos. Estos alcanzan 30 cm y se componen de rollizas hojas verde azulado, lanceoladas y entrelazadas.

## Cultivo
La especie es una popular planta ornamental y se cultiva por su follaje. Se propaga por tallos cortados. En cultivo dará racimos de largas flores estrelladas rojo rosado en las puntas de los tallos en verano. Es perfecta para cestas colgantes, pero debe tratarse con cuidado porque las hojas se desprenden con facilidad.
Sedum morganianum se desarrolla bien tanto en el exterior o como planta de interior, en suelo, macetas o jardineras, en un sitio muy iluminado o a pleno sol pero que no sea extremo.
Requiere riego regular y moderado todo el año, menos en invierno que casi no se riega. El exceso de agua puede llegar a pudrirla en poco tiempo.
Su periodo de floración es al final de la primavera o inicio del verano.

## Taxonomía
Sedum morganianum fue descrita por Eric Walther y publicado en Cactus and Succulent Journal 10: 35. 1938.
Etimología
Ver: Sedum
morganianum: epíteto latín en honor a Andrew Price Morgan, botánico estadounidense.

## Galería

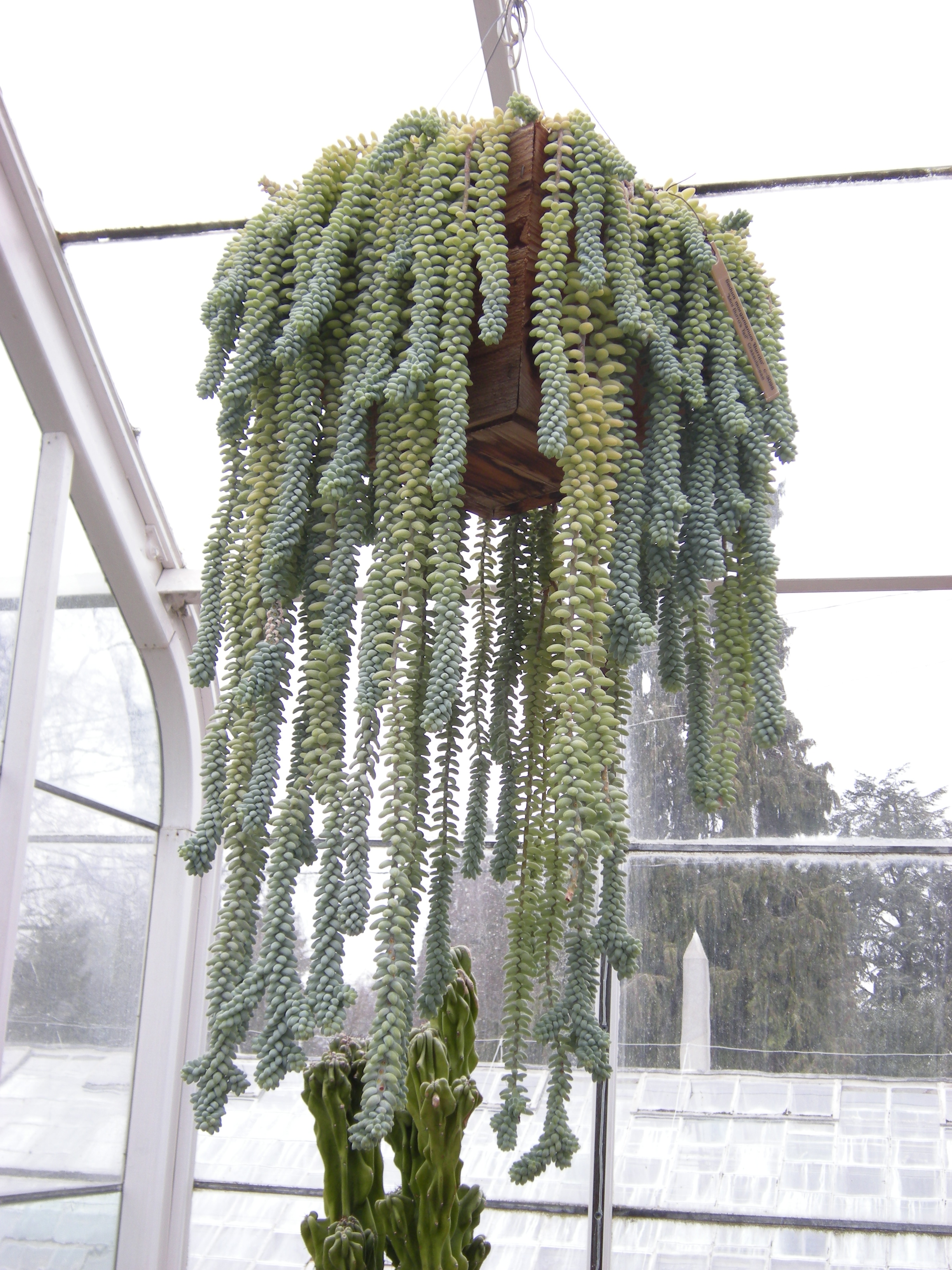
Sedum morganianum Volunteer Park Conservatory, Seattle, Washington. (EE.UU)
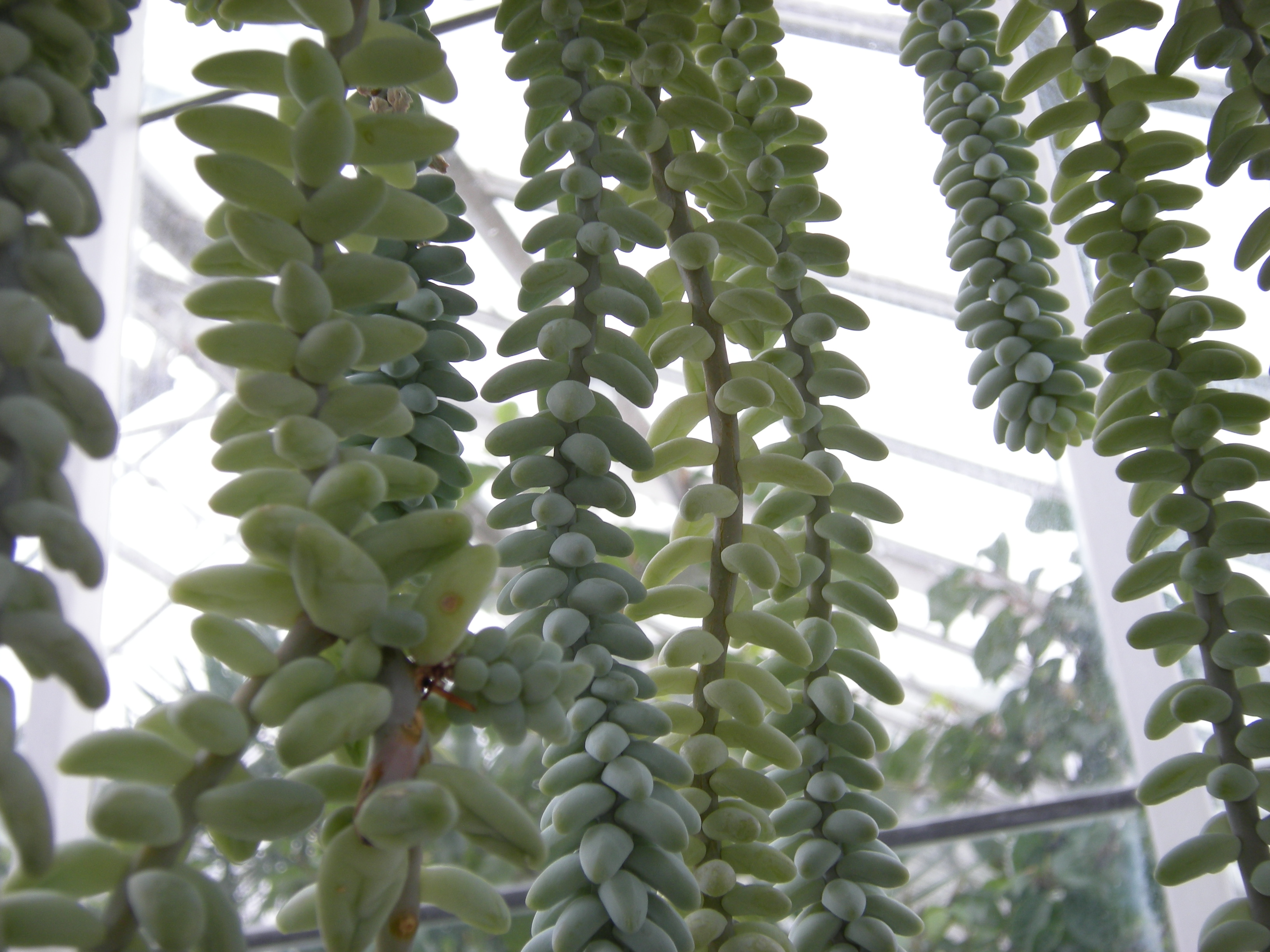
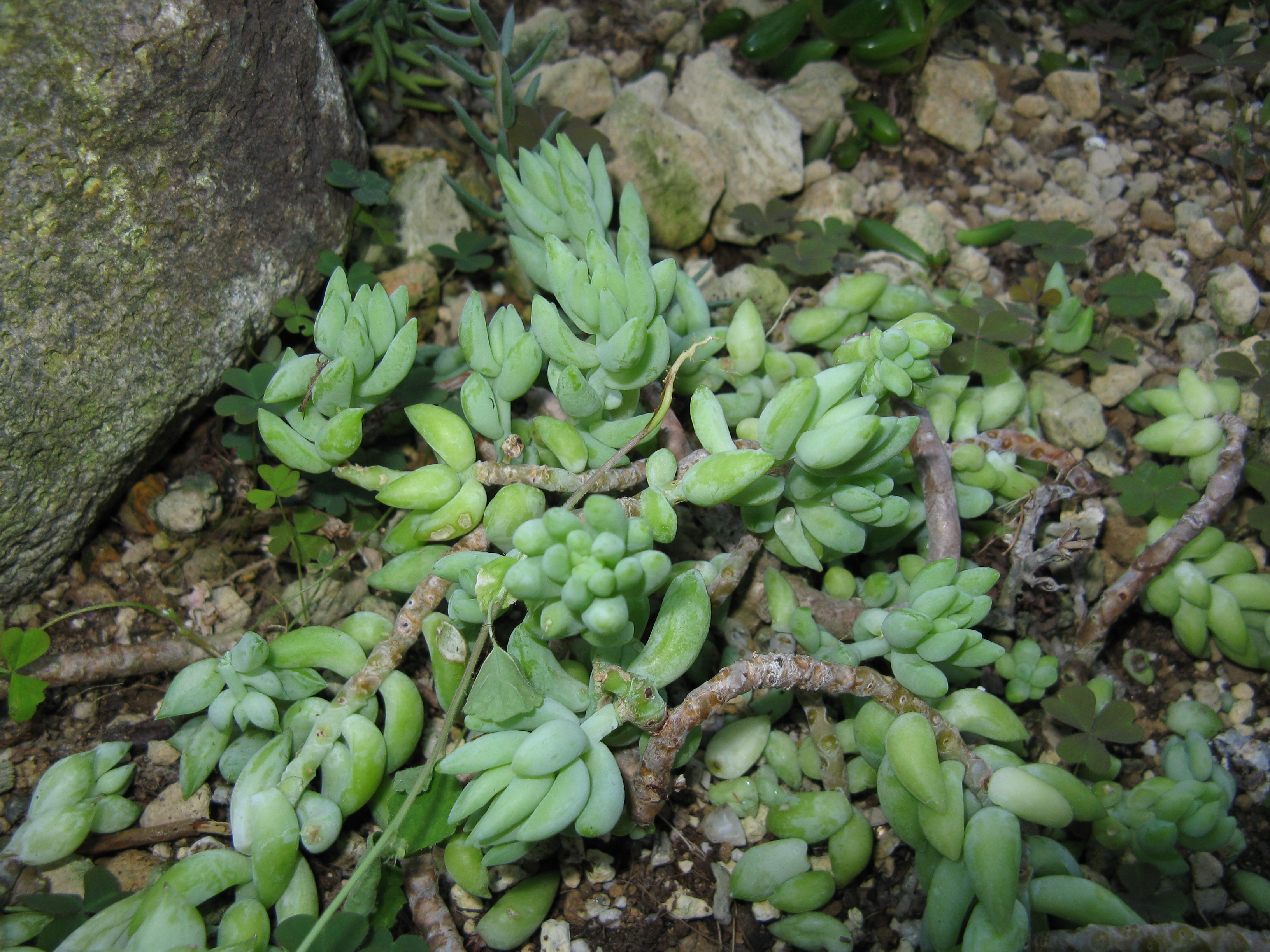
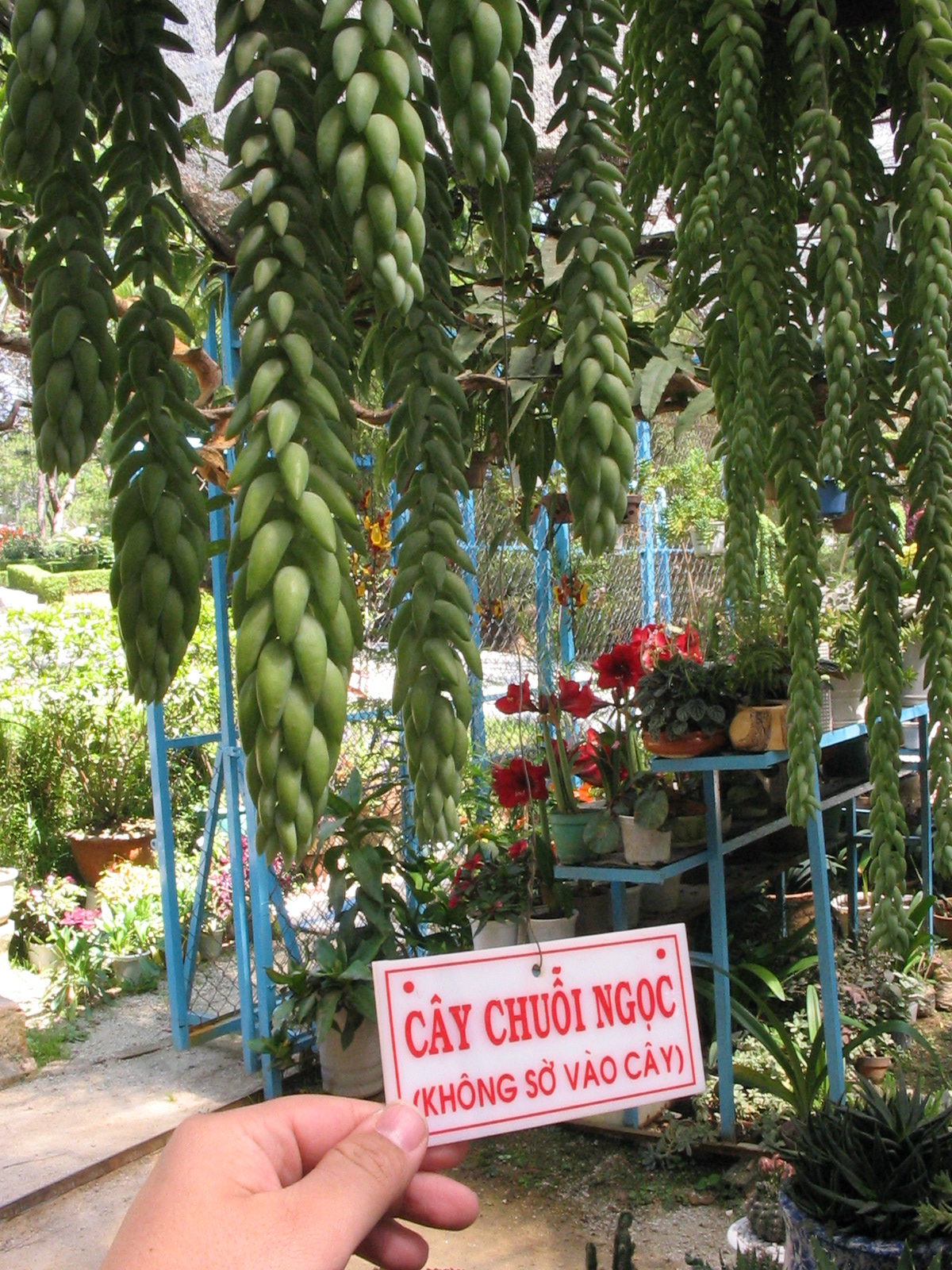
Sedum morganianum Dalan (Vietnam)